# Episodi di The Beverly Hillbillies (quinta stagione)
La quinta stagione della serie televisiva The Beverly Hillbillies è stata trasmessa in anteprima negli Stati Uniti d'America dalla CBS tra il 14 settembre 1966 e il 12 aprile 1967.
| nº | Titolo originale          | Titolo italiano              | Prima TV USA      | Prima TV Italia |
| -- | ------------------------- | ---------------------------- | ----------------- | --------------- |
| 1  | The Party Line            |                              | 14 settembre 1966 |                 |
| 2  | The Soup Contest          |                              | 21 settembre 1966 |                 |
| 3  | Jethro Takes Love Lessons |                              | 28 settembre 1966 |                 |
| 4  | The Badger Game           |                              | 5 ottobre 1966    |                 |
| 5  | The Badgers Return        |                              | 12 ottobre 1966   |                 |
| 6  | The Gorilla               |                              | 19 ottobre 1966   |                 |
| 7  | Come Back, Little Herbie  |                              | 26 ottobre 1966   |                 |
| 8  | Jed in Politics           |                              | 2 novembre 1966   |                 |
| 9  | Clampett Cha Cha Cha      |                              | 9 novembre 1966   |                 |
| 10 | Jed Joins the Board       |                              | 16 novembre 1966  |                 |
| 11 | Granny Lives It Up        |                              | 23 novembre 1966  |                 |
| 12 | The Gloria Swanson Story  |                              | 30 novembre 1966  |                 |
| 13 | The Woodchucks            |                              | 7 dicembre 1966   |                 |
| 14 | Foggy Mountain Soap       |                              | 14 dicembre 1966  |                 |
| 15 | The Christmas Present     |                              | 21 dicembre 1966  |                 |
| 16 | The Flying Saucer         |                              | 28 dicembre 1966  |                 |
| 17 | The Mayor of Bug Tussle   |                              | 4 gennaio 1967    |                 |
| 18 | Granny Retires            |                              | 11 gennaio 1967   |                 |
| 19 | The Clampett Curse        | La maledizione dei Clampett  | 18 gennaio 1967   |                 |
| 20 | The Indians Are Coming    | Arrivano gli indiani         | 1º febbraio 1967  |                 |
| 21 | The Marriage Machine      | La macchina sforna coppiette | 8 febbraio 1967   |                 |
| 22 | Elly Comes Out            | Elly debutta                 | 15 febbraio 1967  |                 |
| 23 | The Matador               | Il torero                    | 22 febbraio 1967  |                 |
| 24 | The Gypsy's Warning       | La profezia della zingara    | 1º marzo 1967     |                 |
| 25 | His Royal Highness        | Sua altezza reale            | 8 marzo 1967      |                 |
| 26 | Super Hawg                | Maiale super                 | 15 marzo 1967     |                 |
| 27 | The Doctors               | Avanti il prossimo           | 22 marzo 1967     |                 |
| 28 | Delovely and Scruggs      | Viva la campagna             | 29 marzo 1967     |                 |
| 29 | The Little Monster        | Il piccolo mostro            | 12 aprile 1967    |                 |
| 30 | The Dahlia Feud           | Una dalia per nonna          | 12 aprile 1967    |                 |